# Santiago Challenger III 2021
Il Santiago Challenger III 2021 è stato un torneo maschile di tennis professionistico. È stata la 17ª edizione del torneo, facente parte della categoria Challenger 80 nell'ambito dell'ATP Challenger Tour 2021. Si è svolto dall'11 al 17 ottobre 2021 sui campi in terra rossa del Club Manquehue di Vitacura, nella Regione Metropolitana di Santiago in Cile.

## Partecipanti

### Teste di serie
| Nazionalità | Giocatore                  | Ranking* | Testa di serie |
| ----------- | -------------------------- | -------- | -------------- |
| Argentina   | Juan Manuel Cerúndolo      | 103      | 1              |
| Argentina   | Francisco Cerúndolo        | 110      | 2              |
| Perù        | Juan Pablo Varillas        | 127      | 3              |
| Brasile     | Thiago Seyboth Wild        | 129      | 4              |
| Argentina   | Sebastián Báez             | 140      | 5              |
| Cile        | Marcelo Tomás Barrios Vera | 154      | 6              |
| Argentina   | Juan Ignacio Londero       | 157      | 7              |
| Francia     | Enzo Couacaud              | 189      | 8              |

* Ranking al 4 ottobre 2021.

### Altri partecipanti
I seguenti giocatori hanno ricevuto una wild card per il tabellone principale:
- Diego Fernández Flores
- Matías Soto
- Benjamín Torres

Il seguente giocatore è entrato in tabellone con il protected ranking:
- Gerald Melzer

I seguenti giocatori sono entrati in tabellone come alternate:
- Hernán Casanova
- Nick Chappell
- Facundo Díaz Acosta
- Gonzalo Lama

I seguenti giocatori sono passati dalle qualificazioni:
- Nicolás Álvarez
- Oliver Crawford
- Diego Hidalgo
- Rafael Matos

Il seguente giocatore è entrato in tabellone come lucky loser:
- Lucas Catarina

## Punti e montepremi
| Torneo    | Torneo              | V     | F     | SF    | QF    | 2T  | 1T  | Q | Q2  | Q1  |
| Singolare | Punti               | 80    | 48    | 29    | 15    | 7   | 0   | 4 | 2   | 0   |
| Singolare | Premi in denaro ($) | 7 200 | 4 240 | 2 510 | 1 460 | 860 | 520 | – | 260 | 130 |
| Doppio    | Punti               | 80    | 48    | 29    | 15    | –   | 0   | – | –   | –   |
| Doppio    | Premi in denaro ($) | 3 100 | 1 800 | 1 080 | 640   | –   | 360 | – | –   | –   |

## Campioni

### Singolare
- Sebastián Báez ha sconfitto in finale  Felipe Meligeni Alves con il punteggio di 3–6, 7–6(6), 6–1.

### Doppio
- Evan King /  Max Schnur hanno sconfitto in finale  Hans Hach Verdugo /  Miguel Ángel Reyes Varela con il punteggio di 3–6, 7–6(3), [16–14].